# Norfolk (otok)
Otok Norfolk (eng. Norfolk Island, službeno Territory of Norfolk Island) je mali nastanjeni otok u Tihom oceanu između Australije, Novog Zelanda i Nove Kaledonija, te zajedno s dva susjedna otoka tvori australski savezni teritorij.

## Prirodna obilježja
Teritorij obuhvaća 8 km dugačak i do 5 km širok otok Norfolk, te otoke Nepean i Phillip koji je nenaseljen. Svi otoci su vulkanskog postanka. Norfolk ima stjenovite obale, reljef uglavnom čine niska pobrđa. Klima je oceanska s malim kolebanima temperature i padalinama cijele godine. Veliki dio otoka je iskrčen za pašnjake. U sjevernom dijelu su šume norfolskog endema sobne jelice.

## Povijest
Nenaseljene otoke otkrio je 1774. James Cook. Isprva je bio kažnjenička kolonija. 1856. godine na otok se naseljavaju potomci pobunjenika s broda Bounty s Pitcairna. Godine 1897. uprava nad otokom povjerena je guverneru Novog Južnog Walesa, a otok je ostao posebna britanska kolonija. 1979. dobiva veliku unutarnju autonomiju od Australskoga saveza. Stanovnici zagovaraju potpuno osamostaljenje jer se teritorij financira vlastitim prihodima.

## Stanovništvo i gospodarstvo
Dio stanovnika čine potomci doseljenika s otoka Pitcairna, a ostali su doseljeni kasnije iz Australije i Novog Zelanda. Najvažnija gospodarska grana je turizam (oko 40.000 turista na godinu), dok se dio stanovništva bavi poljoprivredom. Važni su izvori prihoda prodaja poštanskih maraka te bescarinske prodavaonice kao i monopol za prodaju alkoholnih pića.